# Blackchords
 (septembre 2022).
La mise en forme du texte ne suit pas les recommandations de Wikipédia : il faut le « wikifier ».
Les points d'amélioration suivants sont les cas les plus fréquents. Le détail des points à revoir est peut-être précisé sur la page de discussion.
- Les titres sont pré-formatés par le logiciel. Ils ne sont ni en capitales, ni en gras.
- Le texte ne doit pas être écrit en capitales (les noms de famille non plus), ni en gras, ni en italique, ni en « petit »…
- Le gras n'est utilisé que pour surligner le titre de l'article dans l'introduction, une seule fois.
- L'italique est rarement utilisé : mots en langue étrangère, titres d'œuvres, noms de bateaux, etc.
- Les citations ne sont pas en italique mais en corps de texte normal. Elles sont entourées par des guillemets français : « et ».
- Les listes à puces sont à éviter, des paragraphes rédigés étant largement préférés. Les tableaux sont à réserver à la présentation de données structurées (résultats, etc.).
- Les appels de note de bas de page (petits chiffres en exposant, introduits par l'outil «  Source ») sont à placer entre la fin de phrase et le point final[comme ça].
- Les liens internes (vers d'autres articles de Wikipédia) sont à choisir avec parcimonie. Créez des liens vers des articles approfondissant le sujet. Les termes génériques sans rapport avec le sujet sont à éviter, ainsi que les répétitions de liens vers un même terme.
- Les liens externes sont à placer uniquement dans une section « Liens externes », à la fin de l'article. Ces liens sont à choisir avec parcimonie suivant les règles définies. Si un lien sert de source à l'article, son insertion dans le texte est à faire par les notes de bas de page.
- La présentation des références doit suivre les conventions bibliographiques. Il est recommandé d'utiliser les modèles {{Ouvrage}}, {{Chapitre}}, {{Article}}, {{Lien web}} et/ou {{Bibliographie}}. Le mode d'édition visuel peut mettre en forme automatiquement les références.
- Insérer une infobox (cadre d'informations à droite) n'est pas obligatoire pour parachever la mise en page.

Pour une aide détaillée, merci de consulter Aide:Wikification.
Si vous pensez que ces points ont été résolus, vous pouvez retirer ce bandeau et améliorer la mise en forme d'un autre article.
 (avril 2020).
Le contenu est difficilement compréhensible vu les erreurs de traduction, qui sont peut-être dues à l'utilisation d'un logiciel de traduction automatique.
 (avril 2020).
Blackchords est un groupe australien de rock alternatif originaire de Melbourne, composé de Nick Milwright (voix, guitare et clavier), Damian Cazaly (guitare solo), Sarah Galdes (batterie) et Tristan Courtney (basse).

## Historique
Blackchords a été formé en tant que groupe de rock indépendant au début de l'année 2005  par le chanteur principal Nick Milwright et le guitariste principal Damian Cazaly. La carrière musicale de Milwright a commencé au lycée d'Eltham, où il a appris la guitare classique. Après avoir terminé ses études, Milwright, âgé de 17 ans, est parti pour poursuivre une carrière dans l'armée. mais après avoir été découragé par les forces armées, Milwright a complètement changé de voie, se décidant à poursuivre une carrière dans le ballet. Il a été accepté au Collège Victorien des Arts, avec une carrière prometteuse dans la danse, avant qu'un accident dans lequel il se déchire les ligaments du genou le conduise à être hospitalisé. Âgé de 20 ans, Milwright s'est rendu à Londres pour un séjour de huit mois. Tard dans la nuit, il grimpait sur le toit de son appartement partagé avec sa guitare acoustique et écrivait des chansons - ce fut le début de son amour pour l'écriture de chansons. De retour à Melbourne, il s'est rendu compte qu'il était complètement pris par la musique. Fin 2004, Milwright rencontre le guitariste Damian Cazaly et le groupe se forme quelques mois plus tard.
Blackchords est apparu pour la première fois en 2006 lorsque, en tant que groupe non officiel, leur vidéo pour "Broken Bones" a remporté la première place au Festival du film de St Kilda à Melbourne, la réalisation de SoundKILDA battant une foule d'artistes établis. En 2009, la même chanson est devenue double finaliste du Concours international d'écriture, pour la meilleure chanson et vidéo rock. Il a également été nommé pour les St Helier 2011, Online Music Awards dans la catégorie Meilleure vidéo.

### Premier album
Leur premier album éponyme, Blackchords, a été produit par l'ancien guitariste de Blindside & The Earthmen Nick Batterham et sorti le 24 avril 2009 via le label australien Dust Devil Music. L'album a eu de très bonnes critiques à la fois en Australie et au Royaume-Uni de la part de Rolling Stone Magazine, Clash Magazine, CMU Daily  et du magazine de musique australien Reverb, qui ont décrit l'album comme "l'une des meilleures premières sorties australiennes". Le premier single "At World's End" a été nommé Track Of The Day par QTheMusic.com, choisi comme Record Of The Day, par Record Of The Day UK, et "Track Of The Week" par Alex Baker sur Kerrang Radio . Au Royaume-Uni, le groupe a visité le studio de Kerrang pour enregistrer une session acoustique et une interview. D'autres sessions ont suivi pour Michelle Zenner à Salford City Radio et la chaîne de musique virale Balcony TV. La vidéo a également été ajoutée aux listes de lecture vidéo NME TV et MTV au Royaume-Uni.

#### Tournée
En 2009, après le lancement de l'album à l' hôtel Esplanade (Melbourne), le groupe a entamé une tournée australienne sur la côte est , puis au Royaume-Uni en jouant à Londres et à Paris. Le groupe a visité le Royaume-Uni pour la deuxième fois en 2010 à l'appui de leur deuxième single "Pretty Little Thing" et est apparu aux festivals de musique The Great Escape Festival  et Liverpool Sound City , aux côtés d'une foule d'autres nouveaux artistes australiens. y compris Hungry Kids of Hungary, Dappled Cities et Bluejuice, dans le cadre des spectacles de barbecue australien (Aussie BBQ shows).
En octobre 2010, Blackchords a joué au One Movement Festival à Perth  et a été personnellement invité par Ian Haug, le guitariste de Powderfinger pour soutenir Powderfinger , lors de leur dernier concert à Melbourne, au Myer Music Bowl de Sydney, aux côtés de Jet. Débutant en 2011, le groupe a joué aux finales de l'Open d'Australie pour hommes en janvier.

### A Thin Line
Travaillant de manière indépendante et avec des fonds limités, Blackchords a financé le site Web de financement Pozible pour collecter de l'argent pour l'enregistrement. Heureusement, leurs fans étaient désireux d'aider et ont ainsi financé la moitié des coûts d'enregistrement de l'album. En janvier 2012, Blackchords, sous la direction de l'ingénieur du son Mark Stanley de Red Room Studios, a commencé le long processus d'enregistrement de leur deuxième album studio. L'enregistrement a eu lieu dans une cabane de campagne transformée en studio d'enregistrement dans la région de Victoria. Après avoir enregistré quelques démos, Stanley a recruté David Odlum , (ancien guitariste du groupe irlandais The Frames, producteur - The Frames, Gemma Hayes, Luka Bloom, Josh Ritter, entre autres). Odlum guidant le groupe pour produire un album à consonance internationale. Le deuxième album A Thin Line est sorti en avril 2013 chez ABC Music, distribué par Universal.
A Thin Line ajoute plus de sons de synthé à la pop de broody avec laquelle ils sont devenus synonymes. L'album traite de thèmes plus sombres de perte et de confusion, tout en offrant un contraste avec des chansons d'une énergie plus élevée. Le thème de l'album s'articule autour de la lutte contre les distractions quotidiennes et en s'efforçant de suivre un chemin étroit ("une ligne mince") jusqu'à vos ambitions. Renee Jones de Themusic.com.au dit de l'album: "En gardant une ligne mince et en évitant la distraction, le groupe a créé un album de 10 titres qui vous distrait ironiquement de votre propre vie et vous emmène dans un monde différent." 

#### Liste des pistes
- A Thin Line
- Oh No
- As Night Falls
- Sleepwalker
- Into The Unknown
- Dance, Dance, Dance
- Kitchen
- From Here
- Wasting My Time
- Until The Day I Die

#### Tournée
Le 28 janvier 2013, un concert de charité a été organisé pour les secours contre les feux des brousses de Tasmanie à l' hôtel Tote . La gamme comprenait Blackchords, Witch Hats, Monique Brumby, Tom Lyngcoln (The Nation Blue), Mike Noga (The Drones), Andy Hazel (Paradise Motel) avec les anciennes stars de l'AFL Brendon et Michael Gale et Matthew Richardson pour la cuisine. Plus de 5 500 $ ont été amassés pour l'appel de la Croix-Rouge,,.
En mars 2013, Blackchords a fait une tournée SXSW en Amérique du Nord et au Canada, à Austin, et au Texas, suivi de spectacles à Los Angeles, Houston et New York. Le groupe s'est ensuite dirigé vers la Semaine de la musique canadienne où ils se sont produits à Toronto et à Hamilton.

#### Single
Le premier single "Dance, Dance, Dance" est sorti le 21 mai 2012. La piste a été offerte en téléchargement gratuit à partir de leur page BandCamp. Le single est un double face, soutenu par une version réenregistrée de "As Night Falls", écrite à l'origine pour le long métrage australien de 2010 : Blame. La chanson a été jouée au Workers Club de Fitzroy Melbourne, suivie d'une tournée en Tasmanie, à Sydney, à Adélaïde et à Brisbane, ainsi que des spectacles régionaux victoriens avec The Medics. Le clip de "Dance, Dance, Dance" a été tourné lors de l'enregistrement au Barra Shed dans la vallée de Yarra et offre un aperçu des coulisses du groupe pendant le processus d'enregistrement.
Le deuxième single « Oh No » est sorti en février 2013 au Ding Dong Lounge de Melbourne. Le clip d'accompagnement a été produit et réalisé par les cinéastes Tov Belling et Katie Milwright. Le clip présente des danseurs chorégraphiés par Stephanie Lake.

## Médias

### Bandes originales
En 2010, Blackchords a été invité par le producteur de films Michael Ormond Robinson à contribuer une chanson à la bande originale du film australien Blame. Blame a fait sa première au Melbourne International Film Festival et a été diffusé à l'échelle nationale en juin 2011. Malgré l'absence de plan de sortie officiel pour le single au Royaume-Uni, le morceau "As Night Falls" a été ajouté au programme de jour de la nouvelle station de musique nationale DAB Amazing Radio et a fini par grimper au numéro deux de leur palmarès, la position la plus élevée jamais enregistrée pour un artiste australien. Le single Pretty Little Thing a été inclus dans la bande originale du film américain Janie Jones.

### TV
Leur contenu musical a été repris dans: 
- Netflix - Orange Is the New Black (morceau: Into the Unknown)
- MTV - Teen Wolf (morceau: Into the Unknown ) et Teen Mom 2
- CBS: Flashpoint
- Nine Network - Rescue: Unité Spéciale:
  - Saison 3, Épisode 9 (morceau: These Lights)
  - Saison 3, Épisode 18 (morceau: Disappear)
  - Saison 3, Épisode 22 (morceau: Sinking Like Stone)
- Cops L.A.C. (morceau: Sinking Like Stone)
- NBC - Being Human - Saison 2, Épisode 7 - (morceau: Sinking Like Stone)
- Network Ten - Offspring S3 E10 (morceau: Broken Bones)
- CTV Television Network - The Listener (morceau: These Lights)
- USA Television Network - Suits: Avocat sur mesure - Saison 5, Épisode 3 (morceau: Into the Unknown)

## Membres

### Actuels[Quand?]
- Nick Milwright (voix, guitare et clavier)
- Damian Cazaly (guitare solo)
- Sarah Galdes (batterie)
- Tristan Courtney (basse)

### Anciens
- Jay Tilley (basse)
- Pete Spark (batterie)
- Nicholas Cheek (batterie)
- Manny Bourakis (batterie)

## Discographie

### Albums
- Blackchords - Sortie 2009, Australie et Royaume-Uni
- A Thin Line - 2013, Australie (ABC Music)

### Singles
- Broken Bones - 2008
- At World's End - 2009
- Pretty Little Thing - 2010
- As Night Falls - 2010 (du long métrage Blame)
- Dance, dance, dance - 26 mai 2012
- Oh no - Février 2013